# Guvernul Gheorghe Tătărăscu (2)
Guvernul Gheorghe Tătărăscu (2) a fost un consiliu de miniștri care a guvernat România în perioada 2 octombrie 1934 - 28 august 1936.

## Componența
- Președintele Consiliului de Miniștri

Gheorghe Tătărăscu (2 octombrie 1934 - 28 august 1936)
- Ministru de interne

Ion Inculeț (2 octombrie 1934 - 28 august 1936)
- Ministrul de externe

ad-int. Gheorghe Tătărăscu (2 - 10 octombrie 1934)
Nicolae Titulescu (10 octombrie 1934 - 28 august 1936)
- Ministrul finanțelor

Victor Slăvescu (2 octombrie 1934 - 1 februarie 1935)
Victor Antonescu (1 februarie 1935 - 28 august 1936)
- Ministrul justiției

Victor Antonescu (2 octombrie 1934 - 1 februarie 1935)
Valeriu Pop (1 februarie 1935 - 28 august 1936)
- Ministrul apărării naționale

General Paul Angelescu (2 octombrie 1934 - 28 august 1936)
- Ministrul armamentului

Gheorghe Tătărăscu (2 octombrie 1934 - 28 august 1936)
- Ministrul agriculturii și domeniilor

Vasile P. Sassu (2 octombrie 1934 - 28 august 1936)
- Ministrul industriei și comerțului

ad-int. Victor Slăvescu (2 - 5 octombrie 1934)
Ion Manolescu-Strunga (5 octombrie 1934 - 1 august 1935)
ad-int. Dr. Ion Costinescu (1 august - 23 septembrie 1935)
Dr. Ion Costinescu (23 septembrie 1935 - 28 august 1936)
- Ministrul lucrărilor publice și comunicațiilor

Richard Franasovici (2 octombrie 1934 - 28 august 1936)
- Ministrul instrucțiunii publice

Constantin Angelescu (2 octombrie 1934 - 28 august 1936)
- Ministrul cultelor și artelor

Alexandru Lapedatu (2 octombrie 1934 - 28 august 1936)
- Ministrul muncii

Ion Nistor (2 octombrie 1934 - 23 septembrie 1935)
23 septembrie 1935 - S-a unificat din nou Ministerul Muncii cu Ministerul Sănătății și Ocrotirii Sociale, revenindu-se asupra dispozițiilor de la 9 iunie 1934, prin care se dăduseră atribuțiuni de ministru al muncii lui Ion Nistor.
- Ministrul sănătății și ocrotirii sociale

Dr. Ion Costinescu (2 octombrie 1934 - 23 septembrie 1935)
23 septembrie 1935 - S-a unificat din nou Ministerul Muncii cu Ministerul Sănătății și Ocrotirii Sociale, revenindu-se asupra dispozițiilor de la 9 iunie 1934, prin care se dăduseră atribuțiuni de ministru al muncii lui Ion Nistor.
- Ministrul muncii, sănătății și ocrotirii sociale (Minister reînființat)

Ion Nistor (23 septembrie 1935 - 28 august 1936)
- Ministru secretar de stat

Valeriu Pop (2 octombrie 1934 - 1 februarie 1935)
- Ministru secretar de stat

Victor Iamandi (2 octombrie 1934 - 28 august 1936)

## Sursa
- Stelian Neagoe - "Istoria guvernelor României de la începuturi - 1859 până în zilele noastre - 1995" (Ed. Machiavelli, București, 1995)

| Precedat(ă) de: Guvernul Gheorghe Tătărăscu (1) | Guvernul Gheorghe Tătărăscu (2) 2 octombrie 1934 - 28 august 1936 | Succedat(ă) de: Guvernul Gheorghe Tătărăscu (3) |